# Wolfram Wehnert
Wolfram Wehnert (* 15. Februar 1941 in Innsbruck) ist ein deutscher Chorleiter und Dirigent.

## Leben
Wolfram Wehnert war von 1970 bis 2001 der künstlerische Leiter des Marburger Bachchores. Er studierte in Frankfurt Schulmusik und Dirigieren (in der Chorleitungsklasse von Helmuth Rilling). Anschließend war er in Stuttgart, Frankfurt und Mainz als Chor- und Kapellmeister sowie als Dozent für Dirigieren tätig, bis er 1982 eine Professur für Chor- und Ensembleleitung an der Hochschule für Musik, Theater und Medien Hannover übernahm. Ab 1992 leitete er auch den Kammerchor der Hochschule. Neben seiner Hochschultätigkeit ist Wehnert als Leiter von Musikwochen, Musikfestivals, Dirigier- und Interpretationskursen in Deutschland, Frankreich und den Vereinigten Staaten tätig. Zudem ist er Gastdirigent und Juror bei Chorwettbewerben im In- und Ausland. Darüber hinaus wirkte er stark bei der Wiederentdeckung des kirchenmusikalischen Werkes von Jan Dismas Zelenka mit.
Für seine Verdienste als Künstler und Pädagoge wurde Wolfram Wehnert vom Ministerium für Wissenschaft und Kunst Niedersachsen 1999 mit einem Ehrengastaufenthalt in der Deutschen Akademie Rom Villa Massimo in Rom ausgezeichnet.
Wolfram Wehnert lebt heute in Bietigheim-Bissingen.

## Tonträger
- Die Klänge zieh'n ...: Europäische Chorlieder der Romantik (CD musicaphon M 56838)
- Gesang im Grünen: Romanzen und Balladen der Romantik (CD musicaphon M 56804)
- Jan Dismas Zelenka: Missa Sanctissimae Trinitatis, a-Moll (CD Thorofon CTH 2265)
- Jan Dismas Zelenka: Missa Votiva, e-Moll (CD Thorofon CTH 2172)
- Weltliche Chormusik der Romantik (CD musicaphon LC 0522)
- Romantische Chormusik (CD Thorofon CTH 2054)
- Georg Philipp Telemann: Der Tod Jesu Passionsoratorium (CD Da Camera DaCa 77 051)
- Jan Dismas Zelenka: Missa Dei Patris und Responsorien
- Jan Dismas Zelenka: Psalmen und Magnificat
- F. Mendelssohn Bartholdy: Choralkantaten
- G.F. Händel: Israel in Ägypten
- Motetten der Bachfamilie